# Amira Willighagen
Amira Willighagen (n. 27 martie 2004, Nijmegen, Gelderland, Țările de Jos) este o cântăreață soprană neerlandeză care a câștigat sezonul al șaselea al emisiunii Olanda Are Talent în 2013, la vârsta de nouă ani.

## Primii ani
Amira Willighagen a crescut înconjurată de muzică clasică. La vârsta de șapte ani, în timpul unei vacanțe în Anglia, a auzit aria "Nessun Dorma", interpretată de Luciano Pavarotti. În acea perioadă se uita la fratele ei Fincent, care cânta la vioară, mama lor Frieda de asemenea cânta la vioară, iar tatăl Gerrit cânta la pian. Ea nu știa să cânte la instrumente, așa că a încercat să cânte vocal. La început, înainte de a lua lecții de canto, Willighagen a învățat singură să cânte arii de operă, utilizând ghiduri de pe Youtube. Așa și-a descoperit talentul și pasiunea pentru muzică. Chiar și mama ei a fost surprinsă când a auzit-o prima dată cântând. Două din primele apariții publice au avut loc în 2012, la festivalul „Muzica face prieteni” în Colmschate (acompaniată de familia ei) și ca și cântăreață solo în corul de copii Emmaus, cântând o versiune olandeză a melodiei „Nella Fantasia”. După doi ani de exersări și îmbunătățire a interpretării, a fost gata să participe la emisiunea Olanda Are Talent. Într-adevăr, a câștigat admirația juriului, a publicului și a milioane de oameni din toată lumea care au văzut-o la televizor și pe Internet.

## Lansare
Willighagen a participat la emisiunea Olanda Are Talent; în faza audițiilor, așa a impresionat juriul cu versiunea ei a ariei „O Mio Babbino Caro”, din opera lui Giacomo Puccini Gianni Schicchi, încât în câteva secunde jurații se holbau cu uimire și neîncredere. Interpretarea ei a avut rapid succes pe Youtube, cu peste 44 milioane de vizualizări în august 2023. În semifinale a interpretat „Ave Maria” de Charles Gounod. „Ești o stea al cărei loc este pe scenă!”, a spus Dan Karaty, unul dintre jurați, după prestația ei din semifinale. În finală a cântat aria „Nessun Dorma” din opera Turandot, compusă de Puccini. A câștigat competiția cu peste 50% din voturile telespectatorilor și ale audienței.

## Carieră
După succesul de la Olanda Are Talent, în decursul anului 2014 Willighagen a fost invitată la diverse emisiuni TV: la postul sud-african Channel24 (transmis pe Internet), în 21 martie la Omroep Gelderland (Olanda), în 11 mai la Life4You - Carlo și Irene pe RTL 4 (Olanda), în 7 iunie la Willkommen bei Carmen Nebel (Bine ați venit la Carmen Nebel) pe ZDF (Germania), la RTL Television (Germania), interpretând cântecul „I Have a Dream” (lansat de trupa ABBA), în 20 august la emisiunea realizată de Susana Giménez pe postul Telefe (Argentina), în 21 decembrie la Du côté de chez Dave pe France 3.
În februarie 2014, Willighagen a înregistrat albumul de debut, Amira, acompaniată de Orchestra Filarmonică a Orașului Praga. Albumul conține zece piese, incluzând cântecele pe care le-a interpretat în cadrul emisiunii Olanda Are Talent. Alte piese de pe acest album sunt „Nella Fantasia”, „Song To The Moon”, „Pie Jesu” din Requiem, compus de Andrew Lloyd Webber. Albumul a fost lansat în Olanda în 28 martie, primind discul de aur după doar două săptămâni. André Rieu a invitat-o pe Willighagen să urmeze un curs în Londra, după ce un membru al orchestrei sale a văzut-o la audiția emisiunii Olanda Are Talent, pe YouTube. Apoi, în 11 și 12 iulie, a apărut cu André Rieu și Orchestra Johann Strauss în Maastricht, interpretând aria „O Mio Babbino Caro”, în timpul înregistrării albumului Love in Venice.
Prima apariție internațională a lui Willighagen a avut loc la concertul Starlight Classics în Somerset West, Africa de Sud, în 28 februarie și 1 martie 2014. În 30 aprilie 2014 a cântat în Las Vegas ca parte a premiului primit când a câștigat concursul Olanda Are Talent. A susținut concerte în diverse țări precum Olanda, Africa de Sud, Belgia, SUA, Germania, Elveția, Marea Britanie, Italia, Spania, Franța, Polonia, Hong Kong, Argentina, Mexic, Malta, Monaco, Islanda, Austria, Botswana.
Conform afirmației de pe site-ul ei, cu jumătate din câștigurile obținute din concerte și vânzarea albumelor, Willighagen sprijină propriul ei proiect caritabil, Gelukskinders Foundation (Fundația Copii Norocoși), care creează locuri de joacă pentru copiii săraci din localități sud-africane. De asemenea, o parte importantă din  fondurile fundației provine din donații. Ideea creării locurilor de joacă i-a venit când a mers în Africa de Sud, pentru a-și vizita bunica, la vârsta de șapte ani. A ieșit afară să se joace, ca orice copil, dar copiii de acolo nu aveau un loc de joacă adecvat, așa că doar alergau și aruncau cu pietre. Uimită și dezamăgită, i-a spus mamei sale: „Dacă voi avea vreodată bani aș dori să revin aici și să ajut acești copii să aibă ceva cu care să se joace.” Exact așa a făcut: după doar trei ani, în 5 martie 2014, a deschis primul loc de joacă în Ikageng, o localitate aproape de orașul Potchefstroom, Africa de Sud. Pentru a asigura dezvoltarea și întreținerea locurilor de joacă, fundația Amirei Willighagen, Gelukskinders a fost înființată la data de 1 noiembrie 2014. În numele fundației ei, Willighagen a deschis al doilea loc de joacă în Ikageng, în 1 august 2016. Al treilea loc de joacă, Amira Park - Sarafina, a fost inaugurat în 20 ianuarie 2017. Al patrulea loc de joacă, realizat la Școala Primară Promosa, a fost dat în folosință în 20 iunie 2017. În 11 iunie 2018, Amira inaugurează al cincilea loc de joacă la Școala Primară Lesego, care include carusel, leagăne, tobogan și o groapă cu nisip. În iulie și august 2019 au fost deschise șase noi locuri de joacă la școli aflate în apropiere de Potchefstroom, numărul lor ajungând la 13. Alte acțiuni caritabile sunt participările la strângeri de fonduri, pentru victimele taifunului Haiyan din Filipine (în 18 noiembrie 2013), pentru Unicef (în 16 iulie 2014) și pentru a sprijini victimele incendiilor din jurul orașului Knysna, într-un concert caritabil la Classics Is Groot (în 24 iunie 2017). În august 2020 Willighagen a donat 80000 de ranzi organizației Solidaritatea o Mână de Ajutor. Astfel, o mulțime de copii au primit cadouri, sub formă de alimente și sucuri.
În 8 noiembrie 2014 Willighagen a vizitat Universitatea Pontificală Urbaniana din Roma, pentru a primi Premiul Internațional Giuseppe Sciacca 2014. În 21 noiembrie 2015 Willighagen și-a lansat al doilea album, Merry Christmas (Crăciun Fericit). Pe lângă o selecție de colinde binecunoscute („O Holy Night”, „Silent Night”, „Hark! The Herald Angels Sing”), albumul conține diverse arii faimoase și imnuri („Panis Angelicus”, „Ave Maria” de Vavilov). Albumele Amira și Merry Christmas au fost produse la casa de discuri Sony Masterworks. A susținut de asemenea concerte de Crăciun, în 15 decembrie 2014 la Sala Regele Albert din Londra, în 19 decembrie 2015 în biserica Petrus Canisius din Nijmegen, Olanda (unde a cântat „See, Amid The Winter's Snow”, „Panis Angelicus”, „Sancta Maria” și „Ave Maria” de Gomez), în 21 decembrie 2015 în biserica Sf. Jacobs, Haga, în 16 decembrie 2017 în biserica Sf. Steven din Nijmegen (unde a interpretat „Dormi, Fili”, „Onse Vader”, „Jerusalem”, „Panis Angelicus”, „See, Amid The Winter's Snow”, „Stille Nacht / Silent Night” și „How Great Thou Art”), în 9 decembrie 2019 în biserica Sf. Jacobs, Haga (înregistrat și difuzat în 25 decembrie pe postul public olandez de televiziune Omroep MAX), în 15 decembrie 2019 în Nijmegen („Joy To The World” a fost unul dintre cântecele din program), în 16 decembrie 2019 în Dreumel, Olanda.
În 2015 Willighagen a participat, în 4 aprilie, la Festivalul Sanremo Junior în Malta, în septembrie la emisiunea „Superkids - die größten kleinen Talente der Welt” („Supercopii - cele mai mari mici talente din lume”), transmisă de postul TV german Sat.1, unde a interpretat aria „Ave Maria”, compusă de Vladimir Vavilov și în decembrie în Madrid. În 2016 a cântat la Festivalul Vacanței în Lecce, Italia (în 28 mai), la Conservatorul Universității de Nord Vest din Potchefstroom (în 23 noiembrie) și de asemenea a interpretat cântecul „Nella Fantasia” în cadrul concertului Afrikaans Is Groot (în noiembrie). În 2017 a cântat, în 20 mai, în concertul Aqua Musica în Steenbergen, Olanda și în 2 decembrie în concertul Max Proms, desfășurat în Utrecht, interpretând o variantă scurtă a ariei „O Mio Babbino Caro” și melodia „Your Love” (tema filmului „A fost odată în vest”). În 2 și 3 martie 2018 a cântat din nou la concertul RMB Starlight Classics.
La sfârșitul lui iulie 2016 Willighagen a participat la concertul Classics Is Groot, desfășurat în Pretoria, Africa de Sud, unde a cântat „O Mio Babbino Caro”, „O Sole Mio” (în duet cu Patrizio Buanne), „Nella Fantasia” („În Fantezie”), compusă de Ennio Morricone (lansată de Sarah Brightman în 1998) și binecunoscutul cântec „My Way” (împreună cu ceilalți artiști). La Classics Is Groot 2017 a interpretat „Nessun Dorma”, „Flower Duet” (cu Corlea Botha), „Amazing Grace” și „My Way” (în grup). La Classics Is Groot 2018 Willighagen a cântat „Gabriellas Sång” - cu versuri în suedeză, de pe coloana sonoră a filmului „As It Is in Heaven” („Așa cum este în Rai”), „Hallelujah” (de pe albumul With All My Heart), „Amigos Para Siempre” (în duet cu Patrizio Buanne) și „Keeping the Dream Alive” (împreună cu ceilalți cântăreți). În iulie 2019, la Classics Is Groot, a interpretat un potpuriu din muzicalul „Sunetul muzicii”: „Prelude / The Sound of Music”, „Edelweiss” și „Climb Ev'ry Mountain”.
Următorul album, With All My Heart (Cu Toată Inima), a fost lansat în Africa de Sud în 2 martie 2018 (ulterior sub formă de fișiere audio în toată lumea) la casa de discuri Coleske Artists. Albumul marchează o schimbare în cariera ei muzicală, de la operă la crossover clasic (melodii cu influențe din muzica de operă). Câteva piese au fost compuse special pentru ea (de exemplu „Drift Away” și „In The Stars”). Cântece precum „With All My Heart”, „I Will Be With You” și „Gabriellas Sång” sunt potențiale hituri. Amira a cântat de asemenea în duet cu Corlea Botha („Flower Duet”), Patrizio Buanne („’O sole mio” și „Amigos Para Siempre”) și Ruhan du Toit („Follow Your Heart”).
Willighagen a colaborat de asemenea cu alți artiști: Ben Heijnen (Huizen, Olanda, 9 decembrie 2016), Gissur Páll Gissurarson (Reykjavík, Islanda, decembrie 2015), Paul Potts și James Bhemgee (Durban, Africa de Sud, 9 august 2014).
În 1 ianuarie 2018 Amira, fratele ei Fincent și mama Frieda, s-au mutat în Africa de Sud. În cadrul unui interviu într-un ziar olandez regional, au declarat că sistemul educațional din Olanda nu oferă lui Willighagen flexibilitate suficientă pentru concerte. De asemenea, noul manager sud-african al lui Willighagen intenționează să organizeze mai puține turnee, dar mai lungi. Într-un interviu anterior mama Amirei (de origine sud-africană) a dezvăluit că ea și soțul ei s-au despărțit. „Este pentru mine într-adevăr frumos să fiu din nou aici în Nijmegen, unde m-am născut. Da, prieteni vechi din gimnaziu. Asta-i frumos, pentru că îmi lipsesc desigur puțin când sunt în Africa de Sud.”, a declarat Willighagen în decembrie 2019 într-un interviu pentru postul TV olandez Omroep Gelderland, care a transmis de asemenea concertele de Crăciun din Nijmegen (2017) și Dreumel (2019).
Willighagen a realizat trei videoclipuri: „Ave Maria” de Vavilov, de pe albumul Merry Christmas, „In The Stars”, de pe albumul With All My Heart și "Cinema Paradiso (Se)", o melodie din filmul cu același titlu, în memoria compozitorului Ennio Morricone. Are de asemenea înregistrări din concerte incluse în cinci compilații, în format DVD video și CD: Afrikaans Is Groot 2016, Classics Is Groot 2016, Classics Is Groot 2017, Classics Is Groot 2018 și Classics Is Groot 2019, toate lansate de Coleske Artists. Melodia „Barcelona”, interpretată de Willighagen în duet cu Ruhan du Toit, este inclusă pe albumul More Magic al trupei Touch Of Class.
Concertele mai importante din 2019 au fost: în 21 martie în Arena Soarelui, Pretoria (cu Helmut Lotti), în 16 aprilie la liceul din Durbanville (cu Corul de Copii Tygerberg), în 19 și 20 iulie la Classics Is Groot, Arena Soarelui, Pretoria, în 10 august în Kasane, Botswana, lângă un baobab uriaș (cu Andre Swartz și Jannie Moolman), în 14 septembrie la Școala Louis Trichard Emmanuel din Zoutpansberg, Africa de Sud, în 5 octombrie în Bloemfontein (cu Jannie Moolman), în 23 octombrie  la auditoriul Universității Nelson Mandela, Port Elizabeth (cu Corlea Botha), în 1 decembrie în Turnhout, Belgia (cu Marjolein Acke, Anne Keizer și corul Cantabile, pentru a marca cinci ani de la înființarea Fundației Gelukskinders).
Ca o recunoaștere a talentului ei, Willighagen a primit în 9 noiembrie 2019, Premiul Internațional Mediteranean - cea mai bună stea feminină de operă în 2019, pentru „abilități extraordinare în domeniul muzicii” și „voința de a contribui și de a favoriza relațiile de prietenie și pace între națiuni, independent de regimurile lor politice, rasă, tradiții locale și religii”. Acest premiu i-a fost decernat în cursul galei Organizației Internaționale pentru Relații Diplomatice (OIRD), desfășurată în orașul Napoli. La acest eveniment a interpretat cântecele „O Mio Babbino Caro” (solo) și „’O sole mio”, în duet cu tenorul italian Fabio Armiliato.
La mijlocul lui iulie 2020 a fost lansat un set de 4 DVD-uri - Cinci Ani Gelukskinders - incluzând concertele aniversare din Turnhout (decembrie 2019), imagini din culise, de la repetiții, și un documentar despre Fundația Gelukskinders (deschideri locuri de joacă și concertul susținut la școala din Tshupane, cu cântăreața Siki Jo-An și coruri ale școlii). În august 2020 Willighagen a susținut un concert online, intitulat This is my Dream (Acesta este Visul meu), care este disponibil pe site-ul Optog. În cadrul acestui concert a cântat zece melodii pe care nu le-a mai înregistrat sau interpretat înainte, precum „Senza Catene” (versiunea italiană a cântecului „Unchained Melody”), „Nelle Tue Mani” („În Mâinile Tale / Now We Are Free”, din filmul „Gladiatorul”) și altele. A fost acompaniată la pian de Charl du Plessis. În 9 octombrie 2020 a apărut albumul Classics Live, care include cântece interpretate în concertele aniversare din Turnhout (Warande și Wending), susținute în decembrie 2019. Concertul de Crăciun din 2020, intitulat Crăciun African cu Amira și Prietenii, a fost disponibil la serviciul de streaming Optog. La acest concert au participat de asemenea tenorul Lukhanyo Moyake, corul Mzansi Youth și Charl du Plessis, la un pian Steinway.
Spectacolele streaming din 2020 au fost lansate în 1 august 2021, pe DVD și stick de memorie (versiunea HD). În 11 septembrie 2021 a cântat într-un concert virtual, care a fost transmis pe Youtube. La acest concert au participat de asemenea alți cântăreți de muzică clasică/crossover. În decembrie 2021 a fost realizată o ediție limitată a unui dublu CD, conținând concertele streaming înregistrate în 2020.
În 20 martie 2022, Willighagen a susținut un concert intitulat On My Own (De Una Singură), cu orchestra Phoenix, dirijată de Richard Cock. Acest concert include cântecele „Wishing You Were Somehow Here Again” (din muzicalul „Fantoma de la Operă”), „La Califfa”, „My Favorite Things” (din "Sunetul muzicii").

## Discografie

### Albume
| Titlu                         | An   | Poziții maxime în topuri | Poziții maxime în topuri | Note                                                      |
| Titlu                         | An   | NL                       | BEL                      | Note                                                      |
| ----------------------------- | ---- | ------------------------ | ------------------------ | --------------------------------------------------------- |
| Amira                         | 2014 | 1                        | 117                      | Album de studio                                           |
| Merry Christmas               | 2015 | 16                       | 200                      | Album de studio                                           |
| With All My Heart             | 2018 | –                        | –                        | Album de studio                                           |
| 5 Jaar Gelukskinders          | 2020 | –                        | –                        | Set de 4 DVD-uri                                          |
| Classics Live                 | 2020 | –                        | –                        | Album live                                                |
| Streaming Shows of 2020       | 2021 | –                        | –                        | Set de 2 DVD-uri / stick USB / dublu CD – ediție limitată |
| On My Own                     | 2022 | –                        | –                        | Album live                                                |
| Christmas Concert             | 2023 | –                        | –                        | Album live                                                |
| On My Own / Christmas Concert | 2023 | –                        | –                        | Set de 2 DVD-uri / stick USB audio                        |
| Mimi sing Mimi                | 2024 | –                        | –                        | Album live                                                |

## Legături externe
- Amira Willighagen la AllMusic
- Site web oficial
- Site web oficial